# Turets-Bajary
Turets-Bajary (belarusiska: Турэц-Баяры) är en by i Belarus. Den ligger i voblasten Minsks voblast, i den nordvästra delen av landet, 80 km nordväst om huvudstaden Minsk. Turets-Bajary ligger 146 meter över havet och antalet invånare är 1 602.

## Natur och klimat
Terrängen runt Turets-Bajary är platt. Närmaste större samhälle är Maladzetjna, 14,4 km sydost om Turets-Bajary. 
I omgivningarna runt Turets-Bajary växer i huvudsak blandskog. Runt Turets-Bajary är det ganska tätbefolkat, med 104 invånare per kvadratkilometer.